# George Mountbatten
George Louis Victor Henry Serge Mountbatten, 2. markýz z Milford Havenu rodným jménem princ George z Battenbergu, v letech 1917–1921 stylizovaný jako hrabě z Mediny (6. listopadu 1892 Darmstadt – 8. dubna 1938 Londýn) byl důstojník britského královského námořnictva a starší syn Ludvíka Mountbattena, 1. markýze z Milford Havenu a princezny Viktorie Hesenské.

## Život

### Původ
Princ George z Battenbergu se narodil v Darmstadtu v Hesenském velkovévodství, kterému tehdy vládl jeho strýc z matčiny strany Arnošt Ludvík, velkovévoda hesenský. Od narození byl princem hesenského královského rodu, i když z morganatické větve. Jeho sourozenci byli princezna Alice z Battenbergu (matka prince Philipa, vévody z Edinburghu, kterému byl v době Philipova dospívání rádcem), švédská královna Luisa a Louis Mountbatten, 1. hrabě Mountbatten z Barmy (který po smrti George převzal roli Philipova rádce).

### Vojenská kariéra
Stejně jako jeho otec nastoupil do Královského námořnictva. Po absolvování Royal Naval College v Dartmouthu byl 15. ledna 1913 povýšen do hodnosti odporučíka a 15. února 1914 byl povýšen do hodnosti poručíka, přičemž sloužil v první světové válce. 
V roce 1917 se jeho otec a několik jeho příbuzných vzdali svých německých jmen, stylů a titulů výměnou za britské peerství na příkaz Jiřího V. V souladu s tím se princ George vzdal stylu Výsost a jeho příjmení bylo poangličtěno na „Mountbatten“. Když byl jeho otec koncem roku 1917 jmenován markýzem z Milford Havenu, George obdržel zdvořilostní titul hraběte z Mediny a po otcově smrti v září 1921 převzal jeho peerský titul. Během války byla Georgova teta, ruská carevna Alexandra spolu s jeho strýcem Mikulášem II., pěti bratranci a další tetou Alžbětou zabita komunistickými revolucionáři.
Lord Milford Haven, jak byl George nyní znám, zůstal po válce v Královském námořnictvu; 15. února 1922 byl povýšen do hodnosti nadporučíka a 31. prosince 1926 na komandéra. V roce 1932 odešel na vlastní žádost do výslužby s účinností od 9. prosince téhož roku. Dne 6. listopadu 1937, krátce před svou smrtí, byl povýšen do hodnosti kapitána na seznamu vysloužilců.

### Manželství a potomci
Princ George z Battenbergu, jak se tehdy jmenoval, se 15. listopadu 1916 na ruském velvyslanectví na Welbeck Street v Londýně oženil s hraběnkou Naděždou Michajlovnou de Torby (dcerou ruského velkoknížete Michaila Michajloviče Romanova a jeho morganatické manželky, hraběnky Sofie z Merenbergu). Žili na Lynden Manor v Holyportu v Berkshire a měli dvě děti:
- Lady Tatiana Elizabeth Mountbatten (16. prosince 1917 – 15. května 1988).
- David Michael Mountbatten, 3. markýz z Milford Havenu (12. května 1919 – 14. dubna 1970).

## Smrt
Lord Milford Haven zemřel ve věku 45 let na rakovinu kostní dřeně a byl pohřben na hřbitově Bray Cemetery v hrabství Berkshire.

## Vývod z předků
|                    |                                  |  |                     |                                     |  |  |  |  |  |  |  | Ludvík I. Hesenský |
|                    |                                  |  |                     |                                     |  |  |  |  |  |  |  |                    |
|                    | Ludvík II. Hesenský              |  |                     |                                     |  |  |  |  |  |  |  |                    |
|                    |                                  |  |                     |                                     |  |  |  |  |  |  |  |                    |
|                    |                                  |  |                     | Luisa Hesensko-Darmstadtská         |  |  |  |  |  |  |  |                    |
|                    |                                  |  |                     |                                     |  |  |  |  |  |  |  |                    |
|                    | Alexandr Hesensko-Darmstadtský   |  |                     |                                     |  |  |  |  |  |  |  |                    |
|                    |                                  |  |                     |                                     |  |  |  |  |  |  |  |                    |
|                    |                                  |  |                     | Karel Ludvík Bádenský               |  |  |  |  |  |  |  |                    |
|                    |                                  |  |                     |                                     |  |  |  |  |  |  |  |                    |
|                    | Vilemína Luisa Bádenská          |  |                     |                                     |  |  |  |  |  |  |  |                    |
|                    |                                  |  |                     |                                     |  |  |  |  |  |  |  |                    |
|                    |                                  |  |                     | Amálie Hesensko-Darmstadtská        |  |  |  |  |  |  |  |                    |
|                    |                                  |  |                     |                                     |  |  |  |  |  |  |  |                    |
|                    | Ludvík z Battenbergu             |  |                     |                                     |  |  |  |  |  |  |  |                    |
|                    |                                  |  |                     |                                     |  |  |  |  |  |  |  |                    |
|                    |                                  |  |                     | Friedrich Carl Emanuel Hauke        |  |  |  |  |  |  |  |                    |
|                    |                                  |  |                     |                                     |  |  |  |  |  |  |  |                    |
|                    | John Maurice Hauke               |  |                     |                                     |  |  |  |  |  |  |  |                    |
|                    |                                  |  |                     |                                     |  |  |  |  |  |  |  |                    |
|                    |                                  |  |                     | Maria Salomé Schweppenhäuser        |  |  |  |  |  |  |  |                    |
|                    |                                  |  |                     |                                     |  |  |  |  |  |  |  |                    |
|                    | Julie von Hauke                  |  |                     |                                     |  |  |  |  |  |  |  |                    |
|                    |                                  |  |                     |                                     |  |  |  |  |  |  |  |                    |
|                    |                                  |  |                     | Franz Leopold Lafontaine            |  |  |  |  |  |  |  |                    |
|                    |                                  |  |                     |                                     |  |  |  |  |  |  |  |                    |
|                    | Sofie Lafontaine                 |  |                     |                                     |  |  |  |  |  |  |  |                    |
|                    |                                  |  |                     |                                     |  |  |  |  |  |  |  |                    |
|                    |                                  |  |                     | Maria Theresia Kornély              |  |  |  |  |  |  |  |                    |
|                    |                                  |  |                     |                                     |  |  |  |  |  |  |  |                    |
| George Mountbatten |                                  |  |                     |                                     |  |  |  |  |  |  |  |                    |
|                    |                                  |  |                     |                                     |  |  |  |  |  |  |  |                    |
|                    |                                  |  | Ludvík II. Hesenský |                                     |  |  |  |  |  |  |  |                    |
|                    |                                  |  |                     |                                     |  |  |  |  |  |  |  |                    |
|                    | Karel Hesenský                   |  |                     |                                     |  |  |  |  |  |  |  |                    |
|                    |                                  |  |                     |                                     |  |  |  |  |  |  |  |                    |
|                    |                                  |  |                     | Vilemína Luisa Bádenská             |  |  |  |  |  |  |  |                    |
|                    |                                  |  |                     |                                     |  |  |  |  |  |  |  |                    |
|                    | Ludvík IV. Hesensko-Darmstadtský |  |                     |                                     |  |  |  |  |  |  |  |                    |
|                    |                                  |  |                     |                                     |  |  |  |  |  |  |  |                    |
|                    |                                  |  |                     | Vilém Pruský                        |  |  |  |  |  |  |  |                    |
|                    |                                  |  |                     |                                     |  |  |  |  |  |  |  |                    |
|                    | Alžběta Pruská                   |  |                     |                                     |  |  |  |  |  |  |  |                    |
|                    |                                  |  |                     |                                     |  |  |  |  |  |  |  |                    |
|                    |                                  |  |                     | Marie Anna Hesensko-Homburská       |  |  |  |  |  |  |  |                    |
|                    |                                  |  |                     |                                     |  |  |  |  |  |  |  |                    |
|                    | Viktorie Hesensko-Darmstadtská   |  |                     |                                     |  |  |  |  |  |  |  |                    |
|                    |                                  |  |                     |                                     |  |  |  |  |  |  |  |                    |
|                    |                                  |  |                     | Arnošt I. Sasko-Kobursko-Gothajský  |  |  |  |  |  |  |  |                    |
|                    |                                  |  |                     |                                     |  |  |  |  |  |  |  |                    |
|                    | Albert Sasko-Kobursko-Gothajský  |  |                     |                                     |  |  |  |  |  |  |  |                    |
|                    |                                  |  |                     |                                     |  |  |  |  |  |  |  |                    |
|                    |                                  |  |                     | Luisa Sasko-Gothajsko-Altenburská   |  |  |  |  |  |  |  |                    |
|                    |                                  |  |                     |                                     |  |  |  |  |  |  |  |                    |
|                    | Alice Sasko-Koburská             |  |                     |                                     |  |  |  |  |  |  |  |                    |
|                    |                                  |  |                     |                                     |  |  |  |  |  |  |  |                    |
|                    |                                  |  |                     | Eduard August Hannoverský           |  |  |  |  |  |  |  |                    |
|                    |                                  |  |                     |                                     |  |  |  |  |  |  |  |                    |
|                    | královna Viktorie                |  |                     |                                     |  |  |  |  |  |  |  |                    |
|                    |                                  |  |                     |                                     |  |  |  |  |  |  |  |                    |
|                    |                                  |  |                     | Viktorie Sasko-Kobursko-Saalfeldská |  |  |  |  |  |  |  |                    |
|                    |                                  |  |                     |                                     |  |  |  |  |  |  |  |                    |